# Renaud Emond
Renaud Emond (* 5. Dezember 1991 in Virton) ist ein belgischer Fußballspieler. Er steht seit Januar 2024 bei der KAS Eupen unter Vertrag.

## Karriere
In seiner Jugend spielte Emond bei Royal Excelsior Virton in seinem Geburtsort. Dort erhielt er 2010 auch seinen ersten Vertrag. Virton spielte seinerzeit in der 3. Division von Belgien, stieg aber 2013 auch wegen Edmonds 27 Saisontoren in die 2. Division auf. Zu diesem Zeitpunkt verließ er den Verein und verpflichtet sich für drei Jahre bei Waasland-Beveren. Von dort wechselte er Ende August 2015 zu Standard Lüttich. Dabei wurde ein Vertrag mit einer Laufzeit von fünf Jahren abgeschlossen. Im Februar 2019 wurde der Vertrag verlängert. Mitte Januar 2020 wechselte er zum französischen Erstligisten FC Nantes und unterschrieb dort einen Vertrag bis Sommer 2022. Emonds bestritt 35 von 68 möglichen Ligaspielen für Nantes, in denen er zwei Tore schoss, sowie drei Pokalspiele mit einem Tor. Außerdem gewann er mit dem Verein die Coupe de France, kam dabei in der 3. sowie 4. Runde zu Einsätzen, stand jedoch im Endspiel gegen OGC Nizza (1:0) nicht im Kader.
Mitte Januar 2022 wechselte er zurück zu Standard Lüttich. Im Rest der Saison 2021/22 bestritt er 11 von 14 möglichen Ligaspielen für Standard, bei denen er zwei Tore schoss. In der Saison 2022/23 waren es 16 von 40 möglichen Ligaspielen, in denen er drei Tore schoss, sowie zwei Pokalspiele. Von Anfang Oktober 2022 bis Anfang Februar 2023 fiel er infolge einer Knieverletzung aus. Anschließend kam er nur noch sporadisch bei 3 von 20 möglichen Ligaspielen sowie einem Pokalspiel, in dem er ein Tor schoss, zum Einsatz. Anfang Januar 2024 wurde eine vorzeitige Vertragsauflösung vereinbart.
Am selben Tag nahm ihn der Ligarivale KAS Eupen mit einer Laufzeit bis zum Ende der Saison 2024/25 unter Vertrag. Dort erzielte er am 21. Januar 2024 in seinem ersten Ligaspiel für Eupen den 1:0-Siegtreffer gegen RWD Molenbeek. Insgesamt bestritt er im Rest der Saison 12 von 16 möglichen Ligaspiele für Eupen, in denen er zwei Tore schoss. Die Saison endete mit dem Abstieg der KAS Eupen in die Division 1B.

## Erfolge
- Belgischer Pokalsieger: 2016, 2018
- Französischer Pokalsieger: 2022